# Плита Футуна

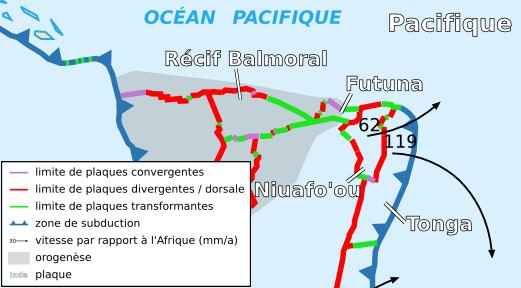
Розташування Плити Футуна

Плита Футуна — тектонічна мікроплита. Має площу — 0,00079 стерадіан. Зазвичай розглядається у складі Тихоокеанської плити.
Розташована неподалік від Південно-Тихоокеанського острова Футуна. Затиснутий між плитами Тихоокеанською з півночі, Індо-Австралійською з півдня, Ніуафооу зі сходу.